# Баб (шиизм)
Баб (араб. باب‎, «ворота», также заимствовано в перс. باب‎ и тюркских языках) — духовное звание у шиитов, титул для человека, обладающего необычайным знанием, восходит к хадису «Город знаний»:
Я [пророк Мухаммед] — город знания, а Али [имам] — его ворота
В разные времена и в разных ветвях шиизма термин имел близкие, но различающиеся значения:
- у исмаилитов баб находится на четвёртом уровне иерархии (после пророка, асаса и Список исмаилитских имамов);
- во времена Фатимидов главный послушник имама (также называвшийся даи аль-дуат), проводивший религиозную политику по указаниям имама, глава проповедников («ходжа»). Часто совмещался с постом везиря (например, в случае Бадр аль-Джамали);
- у нусайритов баб — на третьем уровне иерархии, после мана («смысла», эквивалента самита, «молчащего имама» у исмаилитов), и исм («Имени», эквивалента натика, «говорящего имама»). Титул абваб использовался в первых семи циклах и в цикле исламских имамов, начиная с Салмана аль-Фариси (включая Али и Мухаммеда). В 245 г.х. (859—860 год), Мухаммад ибн Нусайр объявил себя бабом десятого имама аль-Наки;
- у друзов термин применяется к аль-акль, разуму, первому в иерархии после божества. Хамза ибн Али назвал себя бабом, последним воплощением универсального разума;
- у шиитов-двунадесятников термин во многих вариантах — Баб Аллах («ворота Бога»), Баб аль-хода («ворота указания»), Баб аль-иман(«ворота веры») — применяется к имаму, обозначая, что через имама происходит доступ к Богу для получения знаний и благодати и отправления молитв. Али является вратами к пророку, а сам Мухаммед — вратами к Богу: «Али — это ворота, как войти в город, кроме как через ворота?». Имам ассоциируется с воротами, через которые дети Израилевы пройдут для отпущения грехов (Баб-аль-Хетта);
- имамиты применяют термин для обозначения представителей имама; так, титул «баб» носили четыре посредника-суфара[англ.], через которых скрытый имам поддерживал связь с верующими с 260 по 329 год хиджры[2];
- в XIX веке часть шейхитов стала рассматривать Ахмада аль-Ахсаи и Казима Решти как врата к имаму, таким образом зародился бабизм.